# Margarethe Cammermeyer
Margarethe "Grethe" Cammermeyer, född 24 mars 1942 i Oslo, är en tidigare överste i USA:s nationalgarde i Washington och förkämpe för homosexuella rättigheter.
Hon flyttade till USA med sina föräldrar när hon var nio år gammal och blev amerikansk medborgare 1960. Året efter sökte hon in till arméns sjukvårdsutbildning och utexaminerades som sjuksköterska från University of Maryland 1963.
Cammermeyer gifte sig och tjänstgjorde i bland annat Tyskland och Vietnam, men tvingades sluta i aktiv tjänst när hon väntade den första av sina fyra söner. Äktenskapet upplöstes 1980 och år 1988 mötte hon Diane Divelbess som senare skulle bli hennes fru. Hon vidareutbildade sig på sjuksköterskeskolan vid University of Washington och doktorerade 1992 med en avhandling om neurologi och sömnstörningar. 
Cammermeyer avskedades från nationalgardet 11 juni 1992 för att hon var lesbisk, men återvände två år senare efter att en federal domstol hade förklarat att beslutet stred mot USA:s konstitution. Till sin pensionering 1997 var hon en av få öppet lesbiska kvinnor i USA:s väpnade styrkor under perioden när 
policyn "Don't ask, don't tell" användes.
Hennes historia och kamp för homosexuellas rättigheter har skildrats i TV-filmen En officers dilemma (Serving in Silence: The Margarethe Cammermeyer Story) från 1995 med Glenn Close i rollen som  Cammermeyer. Filmen  bygger på en självbiografi med samma namn.
Cammermeyer och Divelbess var det första samkönade par som gifte sig i Island County i Washington efter att det blev tillåtet år 2012.